# Ekonomiåret 1942

## Bildade företag
- Commercial Bank of Ethiopia, etiopisk affärsbank.[1]

## Födda
- 22 augusti - Erik Penser, svensk finansman.
- 18 augusti - Bosse Ringholm, svensk finansminister (s) 1999-2004, vice statsminister 2004-2006.